# Lista över ledamöter i Sametinget 2017–2021
Lista över ledamöter i Sametinget 2017 förtecknar de 31 personer som valts in vid valet till Sametinget i Sverige, som hölls den 21 maj 2017. Följande ledamöter valdes in fyraårsperiod 2017–2021. Partiernas mandat anges i förhållande till antalet mandat vid närmast föregående val 2013.

## Ledamöter
| Ledamot              | Parti                                  |
| -------------------- | -------------------------------------- |
| Lars-Paul Kroik      | Albmut                                 |
| Marita Stinnerbom    | Guovssonásti                           |
| Jovna Allas          | Guovssonásti                           |
| Karin Vannar         | Guovssonásti                           |
| Lars Miguel Utsi     | Guovssonásti                           |
| Anne Kuhmunen        | Guovssonásti                           |
| Håkan Jonsson        | Jakt- och fiskesamerna                 |
| Josefina Skerk       | Jakt- och fiskesamerna                 |
| Oscar Sedholm        | Jakt- och fiskesamerna                 |
| Mona Persson         | Jakt- och fiskesamerna                 |
| Sten Wälitalo        | Jakt- och fiskesamerna                 |
| Veronika Håkansson   | Jakt- och fiskesamerna                 |
| Hilding Andersson    | Jakt- och fiskesamerna                 |
| Julia Wahlberg       | Jakt- och fiskesamerna                 |
| Daniel Holst         | Jakt- och fiskesamerna                 |
| Lars-Jonas Johansson | Landspartiet Svenska Samer             |
| Marie Persson        | Landspartiet Svenska Samer             |
| Torkel Stångberg     | Landspartiet Svenska Samer             |
| Christina Åhrén      | Min Geaidnu                            |
| Anders Kråik         | Samerna                                |
| Lars Wilhelm Svonni  | Samiska folkomröstningspartiet         |
| Per-Olof Nutti       | Samelandspartiet/Sámiid Riikkabellodat |
| Matti Berg           | Samelandspartiet/Sámiid Riikkabellodat |
| Ingrid Inga          | Samelandspartiet/Sámiid Riikkabellodat |
| Åsa Blind            | Samelandspartiet/Sámiid Riikkabellodat |
| Britt Sparrok        | Samelandspartiet/Sámiid Riikkabellodat |
| Jan Persson          | Samelandspartiet/Sámiid Riikkabellodat |
| Paulus Kuoljok       | Samelandspartiet/Sámiid Riikkabellodat |
| Stefan Mikaelsson    | Vuovdega                               |
| Jan Rannerud         | Vuovdega                               |
| Martin Lundgren      | Vuovdega                               |